# NTV (телеканал, Турция)
NTV, Nergis TV — турецкий информационный телевизионный канал, основанный в 1996 году в Стамбуле. Эфирное вещание начал 1 ноября 1996 года. С мая 2000 года сотрудничал с телекомпанией MSNBC. Эфирное время канала занимают в основном блоки новостей, однако на нём транслируются также футбольные матчи (в первую очередь чемпионат Испании по футболу), а также некоторые игры NBA.

## История
NTV был основан в 1996 году как дочерняя компания Nergis Group, принадлежащей бизнесмену Джавиту Чаглару (отсюда аббревиатура в названии канала), и стал первым новостным каналом Турции. В январе 1999 года он стал членом конгломерата Dogus Group. По NTV транслируются в основном местные и мировые новости, а также документальные фильмы и программы на тему экономики, культуры и искусства, образа жизни и спорта.
В июне 2013 года NTV практически не освещал события, связанные с протестами в Турции 2013—2014 годов, что привело к протестам перед головным офисом канала в Стамбуле, а некоторые его сотрудники подали в отставку в знак протеста. Генеральный директор Dogus Media Group, Джем Айдын, признал, что критика была «справедливой в значительной степени», и что «наша аудитория чувствует, как они были преданы». Вскоре после его комментариев Айдын уволился из Dogus Media. Впоследствии NTV отказался транслировать репортаж BBC World News о свободе прессы в Турции, нарушив своё партнерское соглашение с BBC. BBC в ответ приостановил действие соглашения.

## Данные
За время своего существования был удостоен более чем 700 различных наград. Головной офис канала расположен в Стамбуле, также имеются офисы в Анкаре, Измире, Диярбакыре и зарубежный офис в Брюсселе. Канал сотрудничает или сотрудничал с ведущими мировыми новостными агентствами: Reuters, ENEX, APTN, BBC. С 23 марта 2013 года вещание ведётся в широкоэкранном формате 16:9. С 2004 года существует европейское подразделение канала под названием NTV Avrupa.
Согласно опросу, проведённому в 2020 году Институтом по изучению журналистики Reuters (RISJ), Fox TV и NTV являются самыми надёжными новостными каналами в Турции по мнению граждан.